# Ромашкан, Франтишек
Барон Францишек Николай Ромашкан-Киркорович (пол. Franciszek Mikołaj Romaszkan-Kirkorowicz; 21 августа 1851, Грац — 1935, Станиславов) — австрийский помещик, пианист-любитель, президент Общества музыки в Станиславове.

## Биография
Родился 21 августа 1851 года в Граце. Представитель армянской помещичьей семьи из Молдавии, которая получила австрийское дворянство 8 июля 1789 года. Его родителями были Николай Ромашкан (1811—1882) и Тереза Ромашкан (1817—1895), урожденная Плохль.
Музыкально одаренный, он окончил частную музыкальную школу во Львове под руководством Кароля Микули. Член Галицкого музыкального общества во Львове, в 1874—1875 годах член его отдела (правления). В 1871 году он организовал первое Музыкальное общество в Станиславове, которое позже получило имя Станислава Монюшко. Он был ее президентом более 50 лет. Он также участвовал в строительстве муниципального театра в Станиславове.
Помещик, он владел поместьями Криховцы и Опришивцы, недалеко от Станиславова. Он постоянно жил в Криховцах, в расположенном здесь дворце в стиле классицизма, который он отреставрировал в начале 1900-х годов. XX в. (В настоящее время находится в черте Ивано-Франковска и в нем работает ресторан «Францишек Ромашкан».
После смерти Зигмунта Ромашкана в 1893 году он стал очень богатым человеком, так как перенял большую часть его имущества, в том числе: Угерско, Добряны, Пятничаны, Вовня с Волицей и Глинкой в Стрыйском уезде и кирпичный завод Штиллеровка во Львове. Член Станиславско-Богородчанского отделения Галицкого крестьянского общества (1884—1914).
Не был женат и не имел потомства.